# Кивлюк Володимир Семенович
Кивлюк Володимир Семенович (нар. 28 травня 1947,  с.Пахутенці,  Волочиського району Хмельницької області.) — генерал-лейтенант, Почесний прикордонник України (1999). кандидат економічних наук, професор. Національний університет оборони України. За сумлінну та бездоганну службу нагороджений орденами,  медалями і відзнаками, вогнепальною та холодною зброєю.

## Життєпис
Народився 28 травня 1947 року в с.Пахутенці,  Волочиського району Хмельницької області. Закінчив Рязанське вище командне військове автомобільне училище у 1968 році; Військову академію тилу і транспорту у 1975 році; Військову академію Генерального штабу Збройних Сил СРСР  1989 році. В березні 2000 року захистив дисертацію на здобуття вченого звання кандидата економічних наук зі спеціальності підприємство, менеджмент та маркетинг. 

### Військова служба
З листопада 1968 по вересень 1972 — Начальник контрольно-вимірювальної пускової станції, командир взводу підвезення готових ракет, командир батареї підвезення готових ракет, окремого зенітно-ракетного полку танкової армії, заступник командира автомобільного батальйону під час збирання врожаю, командир окремої автомобільної роти 1-ї танкової армії Білоруського військового округа.
З серпень 1975 по квітень 1979 — Заступник командира полку з тилу.
З квітня 1979 по червень 1983 — Заступник командира дивізії з тилу, Закавказький військовий округ.
З червня 1983 по липень 1987 — Заступник командира дивізії з тилу, група Радянського війська в Німеччині.
З серпня 1989 по липень 1992 — Заступник командира армії. Начальник управління тилу армії. Київський військовий округ. 
З липня 1992 по серпень 1993 — Заступник начальника тилу Збройних Сил України.
З серпня 1993 по серпень 1996 — Начальник штабу тилу Збройних Сил України. Перший заступник начальника тилу Збройних Сил України.
У 1995—1996 рр. — виконував завдання на території Югославії в складі миротворчих сил ООН і НАТО.
З серпня 1996 по квітень 2000 — Заступник Голови Державного комітету у справах охорони державного кордону – командувача Прикордонних військ України з 09.1996 по 06.2000 роки.  Звільнений з посади у зв’язку із організаційно штатними змінами.
З лютого 2002 по червень 2003 — Міністерство України з питань надзвичайних ситуацій та у справах захисту населення від наслідків Чорнобильської катастрофи. Заступник командувача військ цивільної оборони України з матеріально-технічного забезпечення з 06.2000 по 04.2002 роки; з 04.2002 по 05.2003 роки заступник начальника штабу — начальник управління матеріально-технічного забезпечення Сил Міністерства України з питань надзвичайних ситуацій та у справах захисту населення від наслідків Чорнобильської катастрофи;
З червня по вересень 2003 — Тимчасовий виконувач обов'язків начальника планово-аналітичної служби, заступник Головного інспектора Міністерства оборони України.
З вересня 2003 по листопад 2004 — Генерал-інспектор тилового та технічного забезпечення, заступник Головного інспектора Міністерства оборони.
З листопада 2004 — Звільнений в запас у зв’язку скорочення посади.

### Педагогічна діяльність
У травні-липні 2005 — Доцент кафедри тилового забезпечення Національної академії оборони України.
З липня 2005 по серпень 2007 — Професор кафедри тилового забезпечення Національної академії оборони України.
З вересня 2007 по лютий 2010 — Професор кафедри логістики Національної академії оборони України.
З березня 2010 по вересень 2019 — Професор кафедри тилового забезпечення інституту оперативного забезпечення та логістики Національної академії оборони України імені Івана Черняховского.
З вересня 2019 року — Професор кафедри тилового забезпечення інституту забезпечення військ (сил) та інформаційних технологій.

## Автор наукових праць
- Вчене звання: кандидат економічних наук, тема дисертації «Формування політики і стратегії функціонування систем основних видів забезпечення оборонного комплексу України: Дис. канд. екон. наук: 08.06.02 / Київський міжнародний ун-т цивільної авіації. - К., 1999. - 185л. - Бібліогр.: л. 178-185. [3][6]
- Наукові звання:  старший науковий співробітник за спеціальністю 20.01.01.- воєнне мистецтво, Доцент кафедри тилового забезпечення.

## Сім'я
- Дружина — Олена Іванівна
- Двоє синів — Олег та Володимир.